# Milodraška ahidnama
Milodraška ahidnama, znana tudi ko Fojniška ahidnama, je ahidnama, ki jo je 28. maja 1463 osmanski sultan Mehmed II. Osvajalec izdal bosanskim frančiškanom, ki jih je zastopal Anđeo Zvizdović.

## Izročilo in zgodovina
Po izročilu bosanskih frančiškanov se je Mehmed pripravljal, da jih po osmanski osvojitvi Bosne  izžene iz cesarstva. V  Mehmedov tabor v Milodražu je odšel Anđeo Zvizdović, ki je sultana opozoril na izgon katolikov iz osvojene Bosne in poudaril, da bodo morali katoliški trgovci, obrtniki in rudarji, ki bodo ostali v Bosni, imeti duhovno oskrbo, in dobil sultanovo svečano obljubo o  verski strpnosti. Frančiškanska provinca Bosna Srebrena je priznala Mehmeda II. za suverena in v zameno dobila obljubo, da bodo "imeli bosanski duhovniki  svobodo in zaščito in se lahko brez strahu vrnejo v svoje samostane po celem cesarstvu. Nihče jih ne bo   napadel in ogrožal njihovih življenj, premoženja in cerkva". Ahidnama je po obliki, vsebini in sultanovi svečani obljubi zelo podobna mednarodnemu sporazumu.
Pravice, zapisane v Milodraški ahidnami, so spoštovali vsi kasnejši osmanaki sultani, frančiškani pa so bili kljub temu vedno v napetih odnosih z lokalnimi oblastmi. Čeprav so bili lojalni osmanskemu režimu, so lokalne oblasti pogosto domnevale, da sodelujejo s katoliškim Habsburškim cesarstvom, največjim sovražnikom Osmanskega cesarstva. Bosanski frančiškani se na Milodraško ahidnamo niso sklicevali  samo v odnosih z muslimanskimi oblastmi, temveč tudi za zaščito pred ambicijami pravoslavne  duhovščine, ki je na podlagi starejšega sultanovega fermana uveljavljala pravico do pobiranja davka. Za Milodraško hidnamo je pogosto rečeno, da je omogočila preživetje rimskokatoliške vere v Bosni in Hercegovini.

## Zgodovinskost
Milodraška hidnama se je ohranila samo v prepisih. Enaka ahidnama je bila leta 1462 zelo verjetno  izdana tudi frančiškanom v Srebrenici, vendar se je izgubila. Nekateri zgodovinarji so zaradi odsotnosti izvirnega dokumenta Milodraško hidnamo razglašali za ponaredek. Njena zgodovinskost je bila potrjena šele sredi 20. stoletja.